# Нижньо-Сірогозька волость
Нижньо-Сірогозька волость — адміністративно-територіальна одиниця Мелітопольського повіту Таврійської губернії.
Станом на 1886 рік складалася з 6 поселень, 5 сільських громад. Населення — 12260 осіб (6196 чоловічої статі та 6064 — жіночої), 1756 дворових господарств.
|                     | Площа, десятин | У тому числі орної, дес. |
| ------------------- | -------------- | ------------------------ |
| Сільських громад    | 54389          | 29557                    |
| Приватної власності | 300            | 100                      |
| Казенної власності  | 11213          | 3101                     |
| Іншої власності     | 387            | 357                      |
| Загалом             | 66289          | 33115                    |

Поселення волості:
- Нижні Сірогози — село при колодязях за 70 верст від повітового міста, 4285 осіб, 552 двори, православна церква, єврейський молитовний будинок, школа, фонтан зельтерської води, 2 бондарні, колісний завод, 2 різниці, 6 лавок, винний склад, 2 рейнських погреби, 2 ярмарки: 23 квітня та 29-31 серпня. За 7 верст — поштова станція.
- Верхні Сірогози — село при колодязях, 2723 особи, 368 двори, православна церква, єврейський молитовний будинок, школа, цегельний завод, бондарня, колісний завод, 5 лавок, винний склад, ярмарок 7 листопада, базар по четвергах.
- Верхні Торгаї — село при колодязях, 1480 осіб, 200 дворів, лавка.
- Дем'янівка — село при колодязях, 560 осіб, 74 двори.
- Ново-Олександрівка — село при колодязях, 1963 особи, 328 дворів, православна церква, школа, 3 лавки, базар по середах.
- Покровка — село при колодязях, 1242 особи, 234 двори, православна церква, 4 лавки.